# بورت دو سانت وان (مترو باريس)
بورت دو سانت وان (بالفرنسية: Porte de Saint-Ouen)‏ هي محطة مترو تابعة لمترو باريس تقع في فرنسا في الدائرة السابعة عشرة في باريس.[بحاجة لمصدر]